# Alimentador Tungasuca (Metropolitano)
El servicio AN-02 o alimentador Tungasuca del Metropolitano fue una ruta en la que conectaba el terminal Naranjal con la urbanización Tungasuca, ubicada en el distrito de Comas.

## Características
Su flota estaba compuesta por autobuses amarillos de 12 metros.
| Lunes a sábado      | 05:00 a. m. - 11:00 p. m. |
| Domingos y feriados | 05:00 a. m. - 10:00 p. m. |

| General     | S/ 1.00 |
| Estudiantes | S/ 0.50 |

## Recorrido
| Ida Tungasuca   | Terminal Naranjal (embarque 6) — Avenida Túpac Amaru — Avenida Metropolitana — Avenida Universitaria — Prolongación San Felipe — Avenida Mariano Condorcanqui (esq. Calle Felipe Mendizábal)                                            |
| Vuelta Naranjal | Avenida Mariano Condorcanqui (esq. Calle Felipe Mendizábal) — Calle Felipe Mendizábal — Calle Pimentel — Prolongación San Felipe — Avenida Universitaria — Avenida Metropolitana — Avenida Túpac Amaru — Terminal Naranjal (embarque 6) |

## Paraderos
| N° | Paradero                       | Común con |
| -- | ------------------------------ | --------- |
| 1  | Terminal Naranjal (embarque 6) |           |
| 2  | Calle 20                       | AN-10     |
| 3  | Calle 21                       | AN-10     |
| 4  | Maestro Peruano                | AN-10     |
| 5  | Arcoíris                       | AN-10     |
| 6  | México                         | AN-10     |
| 7  | Busano                         | AN-10     |
| 8  | 22 de Agosto                   | AN-10     |
| 9  | Seguro                         | AN-10     |
| 10 | Bulevar                        | AN-10     |
| 11 | Belaúnde                       | AN-10     |
| 12 | Micaela Bastidas               | AN-10     |
| 13 | Jamaica                        | AN-10     |
| 14 | Parque Sinchi Roca             | AN-10     |
| 15 | Sangarará                      | AN-10     |
| 16 | Los Incas                      | AN-10     |
| 17 | La Alborada                    | AN-10     |
| 18 | El Paraíso                     | AN-10     |
| 19 | San Carlos                     | AN-10     |
| 20 | San Felipe                     | AN-10     |
| 21 | Condorcanqui                   |           |
| 22 | Río Nepeña                     |           |
| 23 | Módulo siglo XXI               |           |

| N° | Paradero                       | Común con |
| -- | ------------------------------ | --------- |
| 1  | Módulo siglo XXI               |           |
| 2  | Huaca                          |           |
| 3  | Parque Pimentel                |           |
| 4  | Capilla                        |           |
| 5  | San Felipe                     |           |
| 6  | San Carlos                     | AN-10     |
| 7  | El Paraíso                     | AN-10     |
| 8  | La Alborada                    | AN-10     |
| 9  | Los Incas                      | AN-10     |
| 10 | Sangarará                      | AN-10     |
| 11 | Parque Sinchi Roca             | AN-10     |
| 12 | Cáceres                        | AN-10     |
| 13 | Micaela Bastidas               | AN-10     |
| 14 | Belaúnde                       | AN-10     |
| 15 | Bulevar                        | AN-10     |
| 16 | Seguro                         | AN-10     |
| 17 | 22 de Agosto                   | AN-10     |
| 18 | Busano                         | AN-10     |
| 19 | México                         | AN-10     |
| 20 | Metropolitana                  | AN-10     |
| 21 | Maestro Peruano                | AN-10     |
| 22 | Calle 22                       | AN-10     |
| 23 | Calle 30                       | AN-10     |
| 24 | Terminal Naranjal (embarque 6) |           |